# Lastrup, Niedersachsen
Lastrup är en kommun och ort i Landkreis Cloppenburg i förbundslandet Niedersachsen i Tyskland.